# Martin Hagberg
Martin Hagberg (* 18. November 1974) ist ein schwedischer Badmintonspieler. 

## Karriere
Martin Hagberg gewann nach zwei Juniorentiteln in Schweden 1997 die Czech International. 2001 nahm er an der Badminton-Weltmeisterschaft teil und wurde dort 17. im Herreneinzel. 2002 startete er bei der Endrunde des Thomas-Cups.

## Sportliche Erfolge
| Saison    | Veranstaltung                     | Disziplin    | Platz | Name                                                |
| --------- | --------------------------------- | ------------ | ----- | --------------------------------------------------- |
| 1992/1993 | Schweden: Einzelmeisterschaft U19 | Herrendoppel | 1     | Martin Hagberg / Rasmus Wengberg (Collegium / LUGI) |
| 1994/1995 | Schweden: Einzelmeisterschaft U22 | Herrendoppel | 1     | Peter Christensson / Martin Hagberg (BK Aura)       |
| 1997      | Czech International               | Herreneinzel | 1     | Martin Hagberg                                      |
| 2001      | Weltmeisterschaft                 | Herreneinzel | 17    | Martin Hagberg                                      |

## Referenzen
- Martin Hagberg beim Badminton-Weltverband

| Personendaten    | Personendaten                 |
| ---------------- | ----------------------------- |
| NAME             | Hagberg, Martin               |
| KURZBESCHREIBUNG | schwedischer Badmintonspieler |
| GEBURTSDATUM     | 18. November 1974             |